# Cophanta funestalis
Cophanta funestalis är en fjärilsart som beskrevs av Walker 1864. Cophanta funestalis ingår i släktet Cophanta och familjen nattflyn. Inga underarter finns listade i Catalogue of Life.